# Parque nacional de Núi Chúa
El parque nacional de Nui Chua (en vietnamita: Vườn quốc gia Núi Chúa) es un parque nacional en la provincia de Ninh Thuan, en la frontera con la provincia de Khanh Hoa, Nam Trung Bo, Vietnam.
El parque nacional fue establecido de acuerdo con la Decisión número 134/QĐ-TTg de fecha 9 de julio de 2003 que firmó el primer ministro de Vietnam. Esta decisión resultó en la transformación de la reserva natural de Nui Chua en el parque nacional de Nui Chua.
Está situado en un promontorio ancho, montañoso, que se proyecta en el Mar de la China Meridional entre las bahías de Cam Ranh, y Phan Rang. Las elevaciones varían desde el nivel del mar hasta 1039 m en la cumbre del pico de Nui Chua.